# Patrimoni dell'umanità della Slovenia
I patrimoni dell'umanità della Slovenia sono i siti dichiarati dall'UNESCO come patrimonio dell'umanità in Slovenia, la quale è divenuta parte contraente della Convenzione sul patrimonio dell'umanità il 5 novembre 1992, in qualità di stato successore della Jugoslavia.
Al 2023 i siti iscritti nella Lista dei patrimoni dell'umanità sono cinque, mentre quattro sono le candidature per nuove iscrizioni. Il primo sito iscritto nella lista è stato nel 1986 il complesso delle Grotte di San Canziano, durante la decima sessione del comitato del patrimonio mondiale. Nel 2011, nella trentacinquesima sessione, due gruppi di Siti palafitticoli preistorici attorno alle Alpi sono divenuti il secondo sito sloveno riconosciuto dall'UNESCO, condiviso con altri cinque stati dell'arco alpino. Il terzo patrimonio, comprendente due siti, di cui uno in Spagna, è denominato Patrimonio del mercurio di Almadén ed Idria, incluso nella lista nel 2012 dalla trentaseiesima sessione del comitato. La quarantunesima sessione del comitato nel 2017 ha iscritto un altro sito seriale trasfrontaliero, le antiche faggete primordiali dei Carpazi e di altre regioni d'Europa, condiviso con altri undici stati europei. Infine, il sito patrimonio sloveno più recente è costituito dalle Opere di Jože Plečnik a Lubiana - progettazione urbana centrata sull'uomo, aggiunte alla lista nel 2021 durante la quarantaquattresima sessione. Tre siti sono considerati culturali, secondo i criteri di selezione, due naturali; tre sono parte di siti transnazionali.

## Siti del Patrimonio mondiale
| Foto | Sito                                                                      | Luogo | Tipo                      | Anno | Descrizione |
| ---- | ------------------------------------------------------------------------- | --- | ------------------------- | ---- | --- |
|      | Grotte di San Canziano                                                    | Divaccia | Naturale (390; vii, viii) | 1986 | Questo eccezionale sistema di grotte calcaree comprende doline crollate, circa 6 km di passaggi sotterranei con una profondità totale di oltre 200 m, numerose cascate e una delle più grandi camere sotterranee conosciute. Il sito, situato nella regione del Kras (che letteralmente significa Carso), è uno dei più famosi al mondo per lo studio dei fenomeni carsici. |
|      | Siti palafitticoli preistorici attorno alle Alpi                          | Ig (altri 109 sono in Austria, Francia, Germania, Italia e Svizzera) | Culturale (1363; iv, v)   | 2011 | Questa proprietà seriale di 111 piccoli siti comprende i resti di insediamenti preistorici su palafitte all'interno e intorno alle Alpi costruiti tra il 5000 e il 500 a.C. ai margini di laghi, fiumi o zone umide. Gli scavi, condotti solo in alcuni siti, hanno fornito prove che forniscono informazioni sulla vita in epoca preistorica durante il Neolitico e l'età del bronzo nella regione alpina e sul modo in cui le comunità interagivano con il loro ambiente. Gli insediamenti sono un gruppo unico di siti archeologici eccezionalmente ben conservati e culturalmente ricchi, che costituiscono una delle fonti più importanti per lo studio delle prime società agrarie della regione. Due sono i siti iscritti in Slovenia: gli insediamenti palafitticoli di Ig, divisi in gruppo settentrionale (kolišča na Igu, severna skupina) e gruppo meridionale (kolišča na Igu, južna skupina). |
|      | Patrimonio del mercurio. Almadén e Idria                                  | Idria (Almadén si trova in Spagna) | Culturale (1313; ii, iv)  | 2012 | La proprietà comprende i siti minerari di Almadén (Spagna), dove il mercurio è stato estratto fin dall'antichità, e Idria (Slovenia), dove il mercurio è stato trovato per la prima volta nel 1490. Il sito di Idria presenta in particolare depositi di mercurio e infrastrutture, nonché alloggi e un teatro per minatori. I siti testimoniano il commercio intercontinentale del mercurio che ha generato nei secoli importanti scambi tra Europa e America. Insieme rappresentano le due più grandi miniere di mercurio del mondo, operative fino a tempi recenti. |
|      | Antiche faggete primordiali dei Carpazi e di altre regioni d'Europa       | Bisterza, Circonio, Kočevje (altri 92 sono in Albania, Austria, Belgio, Bosnia ed Erzegovina, Bulgaria, Croazia, Francia, Germania, Italia, Macedonia del Nord, Polonia, Rep. Ceca, Romania, Slovacchia, Spagna, Svizzera e Ucraina) | Naturale (1133; ix)       | 2017 | Questa proprietà transnazionale comprende 94 componenti in 18 paesi. Dalla fine dell'ultima era glaciale, il faggio europeo si è diffuso da poche aree di rifugio isolate nelle Alpi, Carpazi, Dinaridi, Mediterraneo e Pirenei in un breve periodo di poche migliaia di anni in un processo tuttora in corso. L'espansione di successo in un intero continente è legata all'adattabilità e alla tolleranza dell'albero alle diverse condizioni climatiche, geografiche e fisiche. In Slovenia la serie comprende le riserve forestali di Krokar, presso il villaggio di Borovec pri Kočevski Reki nella municipalità di Kočevje, e Snežnik-Ždrocle, a cavallo del confine tra i comuni di Bisterza e Circonio. |
|      | Opere di Jože Plečnik a Lubiana - progettazione urbana centrata sull'uomo | Lubiana | Culturale (1643; iv)      | 2021 | Le opere realizzate da Jože Plečnik a Lubiana tra la prima e la seconda guerra mondiale presentano un esempio di progettazione urbana incentrata sull'uomo che ha modificato successivamente l'identità della città in seguito alla dissoluzione dell'impero austro-ungarico, quando da città di provincia si è trasformata in la capitale simbolica del popolo sloveno. Il sito è costituito da una serie di spazi pubblici (piazze, parchi, strade, passeggiate, ponti) e istituzioni pubbliche (biblioteca nazionale, chiese, mercati, complesso funerario) che sono stati sensibilmente integrati nel contesto urbano, naturale e culturale preesistente e contribuito alla nuova identità della città. |

## Siti candidati
| Foto | Sito                                                                                 | Luogo                                    | Tipo                              | Anno       | Descrizione |
| ---- | ------------------------------------------------------------------------------------ | ---------------------------------------- | --------------------------------- | ---------- | --- |
|      | Colline di Fužina presso Bohinj                                                      | Bohinj                                   | Culturale (592; ii, v)            | 09/12/1994 | L'area comprende i villaggi di Studor e Stara Fužina e i pascoli alpini noti come colline di Fužina. L'adattamento di questa regione montana era il risultato delle specifiche esigenze dell'allevamento alpino, dove tradizionalmente il bestiame si sposta gradualmente verso l'alto nei mesi estivi per sfruttare al meglio i pascoli (monticazione). Il carattere di allevamento bovino degli insediamenti montuosi è evidente dalle strutture agricole - principalmente fienili ed essiccatoi per foraggio - sia isolate che a gruppi. |
|      | Ospedale partigiano Franja                                                           | Circhina                                 | Culturale (1433; i, iii, iv)      | 16/06/2000 | L'ospedale partigiano Franja è un gruppo di strutture ospedaliere organizzate in modo funzionale situate nella stretta gola di Pasica, che è di per sé un'attrazione naturale. Il complesso ospedaliero è costituito da 13 edifici in legno e da alcuni piccoli servizi ausiliari che sono stati via via allestiti nel periodo dal dicembre 1943 al maggio 1945. L'ospedale era tra i più attrezzati ospedali partigiani clandestini, con una sala operatoria, un apparecchio radiografico, un ricovero per invalidi e una piccola centrale elettrica. Poteva ospitare fino a 120 pazienti e offrì le cure a soldati di diverse nazionalità; non venne mai scoperto dalle forze nemiche. |
|      | Carso classico                                                                       | Carniola Interna-Carso, Litorale-Carso   | Naturale (6072; vii, viii, ix, x) | 25/11/2015 | Il Carso classico copre l'area compresa tra le Paludi di Lubiana (Ljubljansko barje) e il Golfo di Trieste. La regione carsica della Slovenia è tra le aree più ricche d'Europa in termini di flora e fauna e uno dei punti caldi di biodiversità. Sono presenti alcuni tipici depositi archeologici di specie vegetali e animali; qui furono scoperte e descritte scientificamente le prime specie animali troglobie. Il Carso classico è estremamente importante per la storia della ricerca dei fenomeni carsici, cioè lo sviluppo del carsismo e della speleologia. Le aree del Carso Classico di eccezionale valore universale sono: il Carso (Kras), il solco di Castelnuovo (Podgrajsko podolje), il Carso di Postumia (Postojnski kras) e i polje del Carso classico con la valle del Rio dei Gamberi (Kraska polja z Rakovim Škocjanom). |
|      | Il Cammino della Pace dalle Alpi all'Adriatico - Eredità della Prima Guerra mondiale | Alta Carniola, Goriziano, Litorale-Carso | Culturale (6077; ii, vi)          | 29/01/2016 | Lungo il suo percorso di 320 km il Cammino della Pace collega luoghi della memoria e luoghi del lutto. Dimostra anche la duratura forza umana e l'impegno per la pace, l'umanità, la dignità personale e la cooperazione internazionale. Il Cammino della Pace è diventato così un paesaggio della memoria, una passeggiata tra turbolente vicende storiche, micromondi di una guerra assurda sotto il sole cocente dell'altopiano carsico, i pendii innevati delle Alpi o delle Dolomiti, una passeggiata tra le cappelle di quel tempo, santuari e cimiteri con croci cristiane, lapidi ebraiche o nišan musulmani, e una passeggiata di incontro con nomi personali di troppi caduti di tante nazionalità e fedi diverse. Tra le componenti incluse nella candidatura ci sono la Cappella Russa presso il passo della Moistrocca, i cimiteri militari presso Bretto, Salcano, San Daniele del Carso, Goriano e Cernizza, l'Ossario di Tolmino, il Sacrario militare di Caporetto, la Chiesa del Santo Spirito a Javorca, aree storiche a Zaprikaj, Mengore e Sabotino, la cappella militare di Ladra e la Ferrovia Jesenice-Trieste. |